# RRC Flying Saucers
Der RRC Flying Saucers ist einer der erfolgreichsten und der nördlichste Rock-’n’-Roll-Club in Deutschland. Er wurde 1978 in Flensburg gegründet und zählt heute über 200 Mitglieder.
Der Verein kann sowohl nationale als auch internationale Erfolge für sich verbuchen, wie z. B. mehrere Deutsche Meistertitel, Europameistertitel, Vizeweltmeistertitel und Weltmeistertitel.
Bekannte Formationen des Vereins sind die Mädchenformationen Survivor und Girls on Fire, die Master-Formation Rockalarm, das Show-Team B a Lady und die Nachwuchsformation The Wild Bunch (Jugend-Klasse). Zudem wird der Verein von vielen Einzelpaaren und Breitensportpaaren vertreten.
Im Jahr 2014 veranstaltete der Verein die Weltmeisterschaft der Master- und Jugendformationen und die Europameisterschaft der Ladyformationen am 24. Mai in der Fördehalle in Flensburg. Es folgenden in den vergangenen Jahren einige Norddeutsche-, wie auch Deutsche Meisterschaften, die der Verein als Veranstalter austrug.
2015 konnte an die Erfolge im Vorjahr angeknüpft werden. So wurden die Formationen B a Lady und Rockalarm Norddeutscher Meister ihrer Klasse.
Auch im Einzelpaarbereich ist der Verein weiterhin gut vertreten.
Im März 2016 wurde der Vorstand neu besetzt.
Im Jahr 2016 & 2018 wurde die Jugendformation "Rockalarm" Deutscher Meister, ebenso wie die Girlformation "Dancing Angels", die den Titel 2017 & 2018 in den Norden holten.
Im Jahr 2019 startete der Verein mit sechs Formationen bei der Deutschen Meisterschaft der Rock-’n’-Roll-Formationen in Bochum und alle erreichten einen Platz unter den Top 5.
Aktuelle Formationen des Vereins 2021 sind Rockalarm (Masterklasse), Survivor (Ladyklasse), B a Lady (Showklasse), Girls on Fire (Girlklasse) und die The Wild Bunch (Jugendklasse).
Im Formationsbereich ist der Verein momentan einer der erfolgreichsten Vereine Deutschlands.
Um auch im Einzelbereich da anknüpfen zu können, legt der Verein viel Wert auf ihren Nachwuchs.